# Felipe de Hesse-Darmstadt
Felipe de Hesse-Darmstadt (Darmstadt, 20 de julio de 1671 - Viena, 11 de agosto de 1736) fue un príncipe de Hesse-Darmstadt, mariscal de campo imperial y gobernador de Mantua.

## Biografía
Felipe era el hijo menor del Landgrave Luis VI de Hesse-Darmstadt (1630-1678) y de su segunda esposa, la Princesa Isabel Dorotea de Sajonia-Gotha-Altenburgo (1640-1709), hija del Duque Ernesto I de Sajonia-Gotha y de la Princesa Isabel Sofía de Sajonia-Altenburgo.
Felipe combatió para los Habsburgo en la Guerra de Sucesión Española y se convirtió en Mariscal de Campo en 1708 y Comandante Supremo de las tropas imperiales en el recién conquistado Reino de Nápoles. Después de la guerra en 1714, bajo la influencia del Príncipe Eugenio de Saboya, se convirtió en gobernador del antiguo Ducado de Mantua hasta su muerte.
Felipe era un gran amante de la música. Cuando comandaba el Ejército austríaco en Nápoles, fue mecenas de Nicola Porpora, y cuando fue gobernador de Mantua, hizo a Antonio Vivaldi Maestro di Cappella de su corte. Vivaldi escribió la ópera Tito Manlio en honor a Felipe.

## Matrimonio e hijos

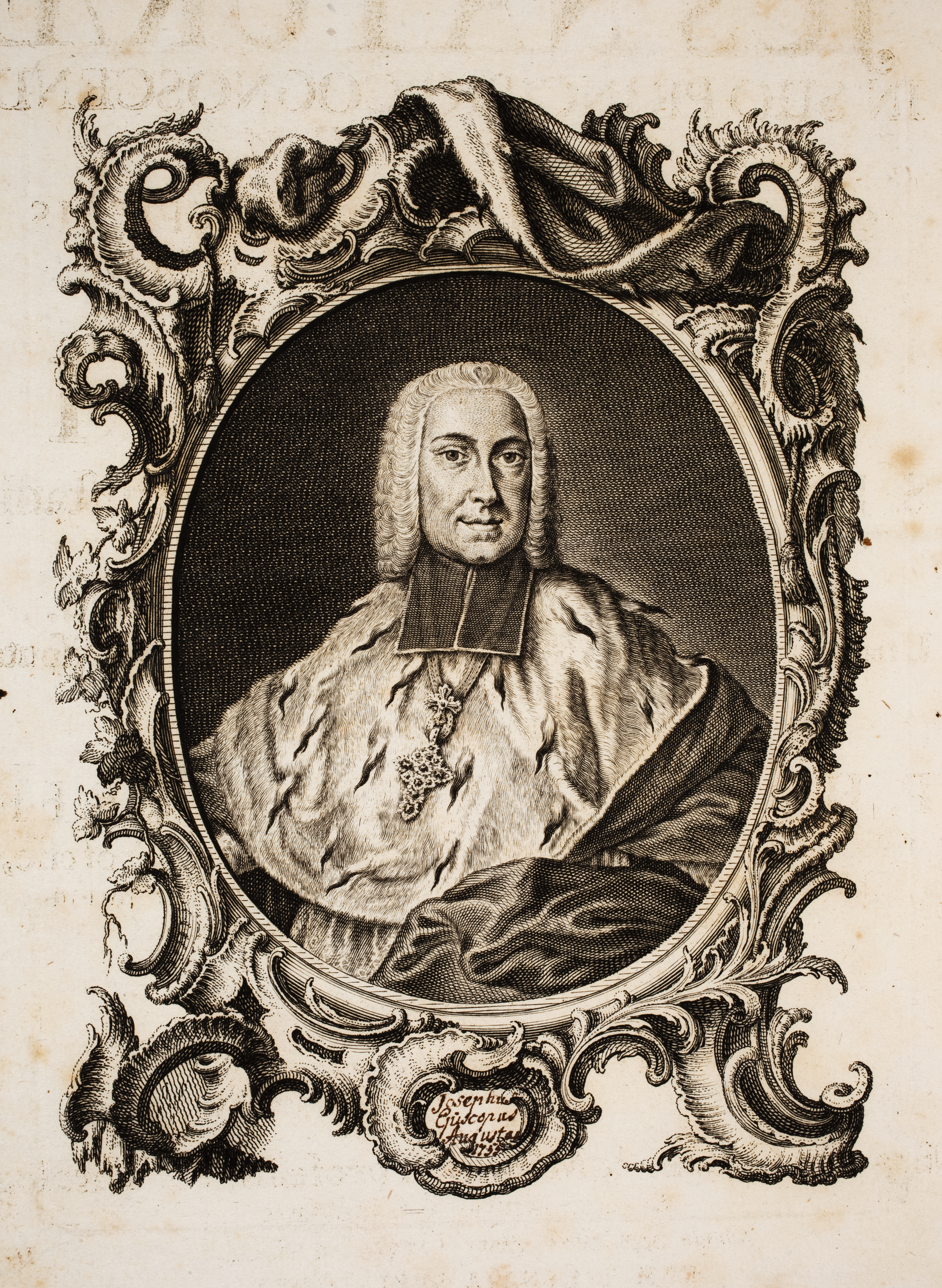
Joseph Ignaz Philipp von Hessen-Darmstadt, obispo de Augsburgo, hijo de Felipe, mariscal en Austria.

Felipe contrajo matrimonio el 24 de marzo de 1693 en Bruselas con la Princesa María Teresa de Croÿ (1673-1714), hija del Duque Ferdinand François Joseph de Croy-Havré y de Marie Anne Cesarine Lante Montefeltro della Rovere dei Duchi di Bomarzo. Por este matrimonio, se convirtió al catolicismo, a pesar de las fuertes protestas de su madre. Tuvieron cinco hijos: 
- José (1699-1768), Obispo de Augsburgo.
- Guillermo Luis (1704, murió en la infancia).
- Teodora (6 de febrero de 1706 - 23 de enero de 1784), desposó en 1727 al Duque Antonio Ferrante Gonzaga (1687-1729), sin descendencia.
- Leopoldo (1708-1764), Mariscal de campo Imperial, desposó en 1740 a Enrichetta d'Este de Módena (1702-1777)
- Carlos (1710)